# زئيف فيلناي
زئيف فيلناي Zev Vilnay (بالعبرية: זאב וילנאי‏) (12 يونيو 1900 – 21 يناير 1988) كان جغرافيًا وكاتبًا ومحاضرًا إسرائيليًا. حصل على جائزة إسرائيل في عام 1982 في مجال معرفة وحب أرض إسرائيل.

## حياته
وُلد زئيف فيلناي باسم فولف فيلينسكي في كيشيناو في الإمبراطورية الروسية (حاليا عاصمة مولدوفا). وهاجر إلى فلسطين مع والديه وهو في السادسة من عمره ونشأ في حيفا. وشغل منصب طبوغرافي عسكري في الهاغاناه، ثم في الجيش الإسرائيلي. 
عاش فيلناي وزوجته إستير في القدس. ابنهما الأكبر أورين فيلناي عمل خبيرا في الهندسة الإنشائية وأسس قسم الهندسة المدنية في جامعة بن غوريون في النقب. وابنهما الآخر متان فيلناي كان جنرالا في قوات الدفاع الإسرائيلية، ثم أصبح سياسيا وعضوا في الكنيست وشغل عدة مناصب وزارية قبل أن يصبح سفيرا لدى الصين خلال 2012-2017.

## دراسات أرض إسرائيل

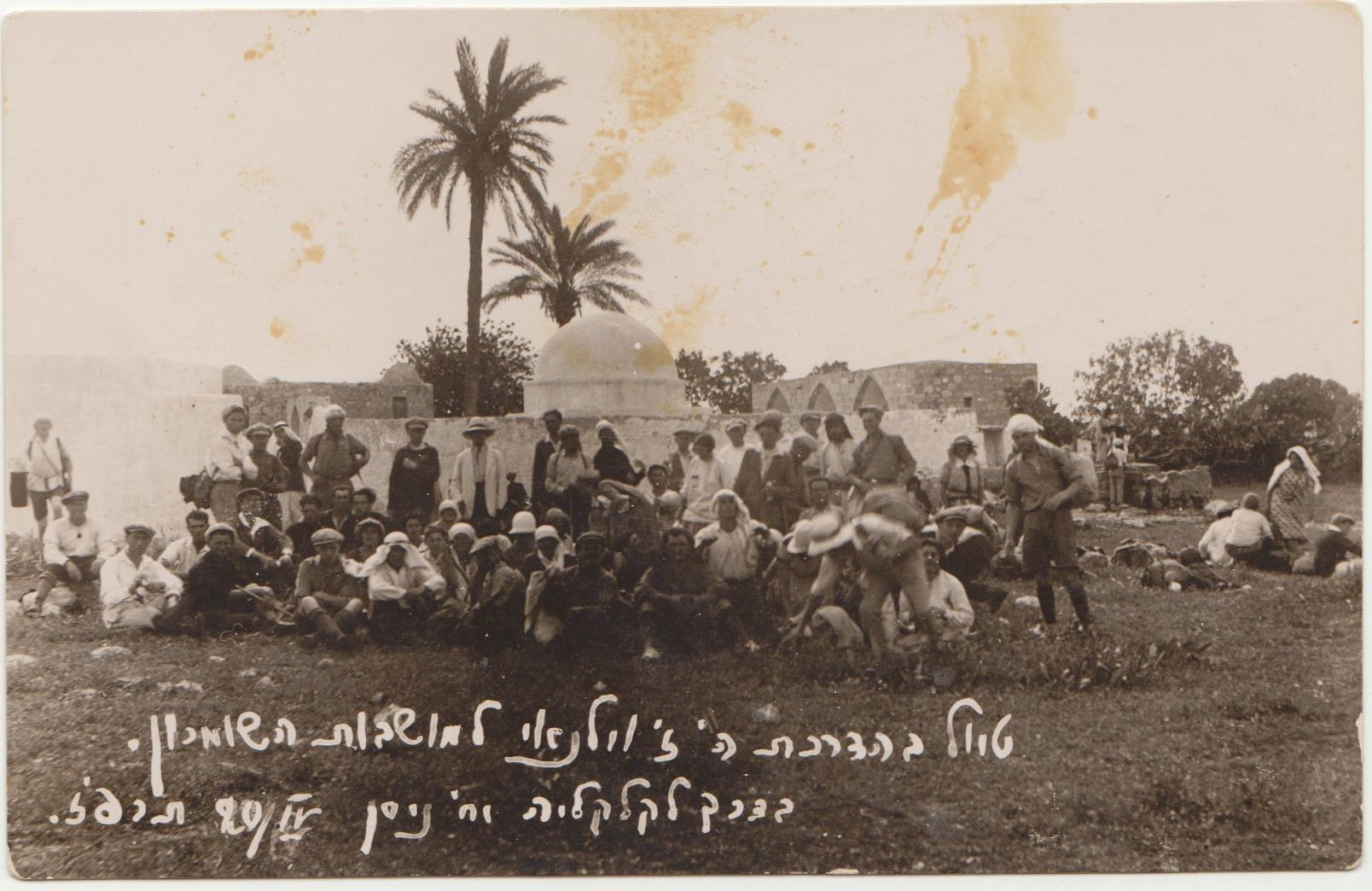
جولة في السامرة بقيادة زئيف فيلناي، 1927

كان فيلناي رائدًا في مجال المشي لمسافات طويلة والجولات في الهواء الطلق في إسرائيل. وألقى محاضرات واسعة النطاق في الجغرافيا والإثنوغرافيا والتاريخ والفولكلور الإسرائيلي.  ونُشر كتابه دليل إسرائيل في 27 طبعة  وترجم إلى العديد من اللغات. 
في كتابه الصادر عام 1950 بعنوان النزهة وقيمتها التعليمية أرجع فيلناي التركيز اليهودي على المشي في أرض إسرائيل إلى الكتاب المقدس. وهو يصف خطاً تاريخيًا مستمرًا يمر عبر المصادر اليهودية، ويقتبس القول التلمودي بأن أي شخص يمشي ثلاث أو أربع أذرع عبر أرض إسرائيل يستحق مكانًا في العالم الآخر. 
في طبعة عام 1974 من دليله، يصف فيلناي كيف ساعد في إعادة قارب ضابط البحرية البريطاني توماس هوارد مولينو إلى إسرائيل، والذي أبحر في نهر الأردن من بحيرة طبريا إلى البحر الميت لرسم خريطة للمنطقة في القرن التاسع عشر. 
كان فيلناي عضوًا في أول لجنة لتسمية الأماكن أنشأها رئيس الوزراء دافيد بن غوريون في عام 1950.  وفي عام 2021 تم تأسيس كرسي لدراسة معرفة أرض إسرائيل وآثارها (يديعات هآرتس)، يحمل اسم زئيف فيلناي، في قسم دراسات أرض إسرائيل في كلية طبريا على بحر الجليل. ويعد الكرسي بمثابة إطار للنهوض بالدراسات الأكاديمية التي تتناول تاريخ البحث في هذه المواضيع. بالإضافة إلى ذلك، سيقوم الكرسي بتوزيع الأبحاث التي يتم إجراؤها في هذا المجال وجعلها في متناول محبي أرض إسرائيل غير الأكاديميين في الجمهور العام.

## جوائز
- في عام 1974 حصل على جائزة ياكير يروشلايم (المواطن الجدير بالقدس).[8]
- في عام 1981 حصل (بالاشتراك مع أبراهام بن شوشان) على جائزة بياليك للفكر اليهودي.[9]
- في عام 1982 حصل على جائزة إسرائيل للمعرفة وحب أرض إسرائيل.[1]

## الأعمال المنشورة باللغة الإنجليزية
- أساطير فلسطين (1932)
- دليل إسرائيل (نشر لأول مرة عام 1955)
- الأرض المقدسة في المطبوعات والخرائط القديمة (1965)
- أطلس إسرائيل الجديد: الكتاب المقدس حتى يومنا هذا (1968)
- الوجه المتغير لعكا
- أساطير القدس (3 مجلدات)
- أساطير الجليل والأردن وسيناء (1978) [10]
- أساطير يهودا والسامرة
- دليل فيلناي إلى إسرائيل: طبعة الألفية الجديدة (مجلدان) (1999)، كتبه وحرره بعد وفاته ووفقًا لتعليماته أورين وراشيل فيلناي